# 拉多姆斯科縣

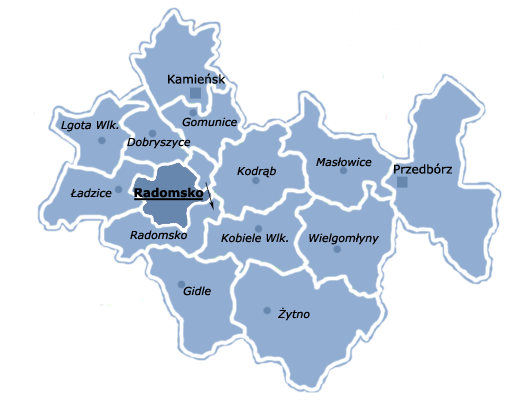

51°4′N 19°27′E / 51.067°N 19.450°E
拉多姆斯科縣（波蘭語：Powiat radomszczański），是波蘭的縣份，位於該國中部，由羅茲省負責管轄，首府設於拉多姆斯科，面積1,443平方公里，2006年人口118,856，人口密度每平方公里82人。